# Élections législatives de 1981 dans le Loiret
Les élections législatives françaises de 1981 dans le Loiret se déroulent les 14 et 21 juin 1981.

## Élus
| Circonscription | Député sortant      | Parti | Parti    | Député élu ou réélu    | Parti | Parti |
| --------------- | ------------------- | ----- | -------- | ---------------------- | ----- | ----- |
| 1re             | Jacques Douffiagues |       | UDF (PR) | Jean-Pierre Sueur      |       | PS    |
| 2e              | Louis Sallé         |       | RPR      | Jean-Claude Portheault |       | PS    |
| 3e              | Gaston Girard       |       | RPR      | Jean-Paul Charié       |       | RPR   |
| 4e              | Xavier Deniau       |       | RPR      | Xavier Deniau          |       | RPR   |

## Positionnement des partis
Le Parti socialiste et le Parti communiste français, sous l'appellation « majorité d'union de la gauche », se présentent dans les quatre circonscriptions du département. Les socialistes investissent Jean-Pierre Sueur, Jean-Claude Portheault, maire et conseiller général de Saint-Jean-de-la-Ruelle, René Alaux, premier édile de Fontenay-sur-Loing et conseiller général du canton de Ferrières, et Claude Dupont, adjoint au maire de Montargis, tandis que les communistes soutiennent Noël Bizouerne, l'ancien député André Chène, maire et conseiller général de Fleury-les-Aubrais, Alain Avril et Max Nublat, maire de Montargis. Par ailleurs, Pierre Thibault, ancien adjoint au maire d'Orléans et exclu du PS en 1978, est candidat au nom du Mouvement de la gauche socialiste et démocratique (MGSD) et est soutenu par le Mouvement des radicaux de gauche.
La majorité sortante, réunie dans l'Union pour la nouvelle majorité (UNM), présente elle aussi des candidats dans l'ensemble des circonscriptions et notamment le député-maire sortant d'Orléans Jacques Douffiagues (UDF-PR, 1re) et celui d'Escrignelles Xavier Deniau (RPR, 4e). Dans les 2e et 3e circonscription, Louis Sallé et Gaston Girard ne se représentent pas et quatre candidats reçoivent l'investiture de l'UNM : Pierre Grard (RPR) et Claude Emonet (UDF-CDS) dans la circonscription d'Orléans-Nord-Ouest, Jean-Paul Charié (RPR) et Chantal Brunel (UDF-PR) dans celle de Pithiviers. Quant au divers droite Frédéric Cuillerier, maire de Saint-Ay, il se présente dans la deuxième circonscription.
Enfin, « Aujourd'hui l'écologie » (écologistes proches de l'ex-candidat à la présidentielle Brice Lalonde) est représenté par Jean-Noël Breuil dans la 1re circonscription, l'extrême gauche par Christiane Hauchère (LO, 1re), Patrick Costard (LO, 2e) et Pierre Bauby (PCML, 1re), et le Parti des forces nouvelles a un candidat dans la circonscription d'Orléans-Sud.

## Résultats

### Résultats à l'échelle du département
| Parti          | Parti                                      | Premier tour | Premier tour | Second tour | Second tour | Sièges |
| Parti          | Parti                                      | Voix         | %            | Voix        | %           | Sièges |
| -------------- | ------------------------------------------ | ------------ | ------------ | ----------- | ----------- | ------ |
|                | Rassemblement pour la République           | 64 064       | 25,93        | 64 118      | 31,76       | 2      |
|                | Union pour la démocratie française         | 51 972       | 21,04        | 35 269      | 17,47       | 0      |
|                | Divers droite                              | 6 876        | 2,78         |             |             | 0      |
|                | Union pour la nouvelle majorité            | 122 912      | 49,76        | 99 387      | 49,22       | 2      |
|                |                                            |              |              |             |             |        |
|                | Parti socialiste                           | 82 108       | 33,24        | 102 526     | 50,78       | 2      |
|                | Parti communiste français                  | 34 708       | 14,05        | Retrait     | Retrait     | 0      |
|                | Mouvement des radicaux de gauche           | 1 872        | 0,76         |             |             | 0      |
|                | Majorité présidentielle                    | 118 688      | 48,04        | 102 526     | 50,78       | 2      |
|                |                                            |              |              |             |             |        |
|                | Divers écologiste (Aujourd'hui l'écologie) | 2 664        | 1,08         |             |             | 0      |
|                | Extrême gauche (LO et PCML)                | 1 938        | 0,78         | 0           |             |        |
|                | Parti des forces nouvelles                 | 831          | 0,34         | 0           |             |        |
|                |                                            |              |              |             |             |        |
| Inscrits       | Inscrits                                   | 341 006      | 100,00       | 260 122     | 100,00      | 4      |
| Abstentions    | Abstentions                                | 90 177       | 26,44        | 54 468      | 20,94       |        |
| Votants        | Votants                                    | 250 829      | 73,56        | 205 654     | 79,06       |        |
| Blancs et nuls | Blancs et nuls                             | 3 796        | 1,51         | 3 741       | 1,82        |        |
| Exprimés       | Exprimés                                   | 247 033      | 98,49        | 201 913     | 98,18       |        |

### Résultats par circonscription

#### Première circonscription (Orléans-Est)
| Candidat       | Candidat                    | Parti          | Premier tour | Premier tour | Second tour | Second tour |  |
| Candidat       | Candidat                    | Parti          | Voix         | %            | Voix        | %           |  |
| -------------- | --------------------------- | -------------- | ------------ | ------------ | ----------- | ----------- |  |
|                | Jacques Douffiagues sortant | UDF (PR)       | 30 708       | 45,53        | 35 269      | 48,04       |  |
|                | Jean-Pierre Sueur élu       | PS             | 25 008       | 37,08        | 38 142      | 51,96       |  |
|                | Noël Bizouerne              | PCF            | 5 188        | 7,69         |             |             |  |
|                | Jean-Noël Breuil            | MÉP            | 2 664        | 3,95         |             |             |  |
|                | Pierre Thibault             | MRG            | 1 872        | 2,78         |             |             |  |
|                | A. Larmet                   | PFN            | 831          | 1,23         |             |             |  |
|                | Christiane Hauchère         | LO             | 726          | 1,08         |             |             |  |
|                | Pierre Bauby                | UOPDP          | 443          | 0,66         |             |             |  |
|                |                             |                |              |              |             |             |  |
| Inscrits       | Inscrits                    | Inscrits       | 94 788       | 100,00       | 94 786      | 100,00      |  |
| Abstentions    | Abstentions                 | Abstentions    | 26 309       | 27,76        | 20 131      | 21,24       |  |
| Votants        | Votants                     | Votants        | 68 479       | 72,24        | 74 655      | 78,76       |  |
| Blancs et nuls | Blancs et nuls              | Blancs et nuls | 1 039        | 1,52         | 1 244       | 1,67        |  |
| Exprimés       | Exprimés                    | Exprimés       | 67 440       | 98,48        | 73 411      | 98,33       |  |

#### Deuxième circonscription (Orléans-Ouest)
| Candidat       | Candidat                   | Parti          | Premier tour | Premier tour | Second tour | Second tour |  |
| Candidat       | Candidat                   | Parti          | Voix         | %            | Voix        | %           |  |
| -------------- | -------------------------- | -------------- | ------------ | ------------ | ----------- | ----------- |  |
|                | Jean-Claude Portheault élu | PS             | 21 233       | 32,75        | 37 365      | 53,98       |  |
|                | Pierre Grard               | RPR (UNM)      | 14 252       | 21,98        | 31 858      | 46,02       |  |
|                | André Chène                | PCF            | 12 949       | 19,97        | Retrait     | Retrait     |  |
|                | Claude Emonet              | UDF (CDS)      | 8 750        | 13,50        |             |             |  |
|                | Frédéric Cuillerier        | Divers droite  | 6 876        | 10,61        |             |             |  |
|                | Patrick Costard            | LO             | 769          | 1,19         |             |             |  |
|                |                            |                |              |              |             |             |  |
| Inscrits       | Inscrits                   | Inscrits       | 90 090       | 100,00       | 90 088      | 100,00      |  |
| Abstentions    | Abstentions                | Abstentions    | 24 124       | 26,78        | 19 294      | 21,42       |  |
| Votants        | Votants                    | Votants        | 65 966       | 73,22        | 70 794      | 78,58       |  |
| Blancs et nuls | Blancs et nuls             | Blancs et nuls | 1 137        | 1,72         | 1 571       | 2,22        |  |
| Exprimés       | Exprimés                   | Exprimés       | 64 829       | 98,28        | 69 223      | 97,78       |  |

#### Troisième circonscription (Pithiviers)
| Candidat       | Candidat             | Parti          | Premier tour | Premier tour | Second tour | Second tour |  |
| Candidat       | Candidat             | Parti          | Voix         | %            | Voix        | %           |  |
| -------------- | -------------------- | -------------- | ------------ | ------------ | ----------- | ----------- |  |
|                | René Alaux           | PS             | 19 006       | 34,02        | 27 019      | 45,58       |  |
|                | Jean-Paul Charié élu | RPR (UNM)      | 18 917       | 33,86        | 32 260      | 54,42       |  |
|                | Chantal Brunel       | UDF (PR)       | 12 514       | 22,40        | Retrait     | Retrait     |  |
|                | Alain Avril          | PCF            | 5 434        | 9,73         |             |             |  |
|                |                      |                |              |              |             |             |  |
| Inscrits       | Inscrits             | Inscrits       | 75 252       | 100,00       | 75 248      | 100,00      |  |
| Abstentions    | Abstentions          | Abstentions    | 18 529       | 24,62        | 15 043      | 19,99       |  |
| Votants        | Votants              | Votants        | 56 723       | 75,38        | 60 205      | 80,01       |  |
| Blancs et nuls | Blancs et nuls       | Blancs et nuls | 852          | 1,5          | 926         | 1,54        |  |
| Exprimés       | Exprimés             | Exprimés       | 55 871       | 98,5         | 59 279      | 98,46       |  |

#### Quatrième circonscription (Montargis - Gien)
|                | Xavier Deniau sortant réélu | RPR (UNM)      | 30 895 | 52,46  |  |  |  |
|                | Claude Dupont               | PS             | 16 861 | 28,63  |  |  |  |
|                | Max Nublat                  | PCF            | 11 137 | 18,91  |  |  |  |
|                |                             |                |        |        |  |  |  |
| Inscrits       | Inscrits                    | Inscrits       | 80 876 | 100,00 |  |  |  |
| Abstentions    | Abstentions                 | Abstentions    | 21 215 | 26,23  |  |  |  |
| Votants        | Votants                     | Votants        | 59 661 | 73,77  |  |  |  |
| Blancs et nuls | Blancs et nuls              | Blancs et nuls | 768    | 1,29   |  |  |  |
| Exprimés       | Exprimés                    | Exprimés       | 58 893 | 98,71  |  |  |  |